# 도쿄 밴드왜건
《도쿄 밴드왜건》(일본어: 東京バンドワゴン)은 쇼지 유키야에 의한 일본의 연작 단편 추리 소설 시리즈이다.

## 개요
〈그 무렵, 많은 눈물과 웃음을 시청자에게 전해준 텔레비전 드라마에.〉를 캐치프레이즈로, 도쿄의 번화가 고서점 〈도쿄 밴드왜건〉을 경영하는 대가족·홋타가(家)의 사람들이, 가훈인 〈문화 문명에 관한 사소한 여러 문제라면, 어떤 일이라도 만사 해결〉을 지켜, 각종 수수께끼나 사건을 해결하는 이야기.

## 서지 정보
- 도쿄 밴드왜건
  -  2006년 4월 26일 발매, 슈에이샤, ISBN 4-08-775361-1
  -  2008년 4월 18일 발매, 슈에이샤 분코, ISBN 978-4-08-746287-6, 해설:키노쿠니야 쇼텐 혼마치점 서점원
  -  2007년 6월 19일 발매, 작가정신, ISBN 9788972883067
- 쉬 러브스 유
  -  2007년 5월 25일 발매, 슈에이샤, ISBN 978-4-08-775377-6
  -  2009년 4월 17일 발매, 슈에이샤 분코, ISBN 978-4-08-746424-5, 해설:산세이도 쇼텐 교토역점 서점원
  -  2008년 1월 30일 발매, 작가정신, ISBN 9788972883180
- 스탠드 바이 미
  -  2008년 4월 25일 발매, 슈에이샤, ISBN 978-4-08-771229-2
  -  2010년 4월 20일 발매, 슈에이샤 분코, ISBN 978-4-08-746557-0, 해설:분쿄도 쇼텐 산겐쟈야점 서점원
- 마이 블루 헤븐 (장편)
  -  2009년 4월 24일 발매, 슈에이샤, ISBN 978-4-08-771290-2
  -  2011년 4월 20일 발매, 슈에이샤 분코, ISBN 978-4-08-746686-7
- 올 마이 러빙
  -  2010년 4월 26일 발매, 슈에이샤, ISBN 978-4-08-771350-3
  -  2012년 4월 20일 발매, 슈에이샤 분코, ISBN 978-4-08-746825-0
- 옵라디 옵라다
  -  2011년 4월 26일 발매, 슈에이샤, ISBN 978-4-08-775400-1
  -  2013년 4월 19일 발매, 슈에이샤 분코, ISBN 978-4-08-745056-9
- 레이디 마돈나
  -  2012년 4월 26일 발매, 슈에이샤, ISBN 978-4-08-775409-4
- 프롬 미 투 유
  -  2013년 4월 26일 발매, 슈에이샤, ISBN 978-4-08-771510-1

## 등장인물
연령은 첫 등장 시에 준한다.

### 홋타가(家)
|  |  |                                 |                                 |                                 |                                 |                                 |                                 |   |   | 홋타 타츠키치 (초대 점장) |                       |                       |                       |                       |                       |               |               |                |                |                |                |                |                |               |               |               |               |           |           |             |             |             |             |             |             |             |             |             |             |  |  |
|  |  |                                 |                                 |                                 |                                 |                                 |                                 |   |   |                           |                       |                       |                       |                       |                       |               |               |                |                |                |                |                |                |               |               |               |               |           |           |             |             |             |             |             |             |             |             |             |             |  |  |
|  |  |                                 |                                 |                                 |                                 |                                 |                                 |   |   | 소헤이 (2대 점장)         |                       |                       |                       |                       |                       |               |               |                |                |                |                |                |                |               |               |               |               |           |           |             |             |             |             |             |             |             |             |             |             |  |  |
|  |  |                                 |                                 |                                 |                                 |                                 |                                 |   |   |                           |                       |                       |                       |                       |                       |               |               |                |                |                |                |                |                |               |               |               |               |           |           |             |             |             |             |             |             |             |             |             |             |  |  |
|  |  |                                 |                                 |                                 |                                 |                                 |                                 |   |   | 칸이치·79세 (현 점장)     | 칸이치·79세 (현 점장) | 칸이치·79세 (현 점장) | 칸이치·79세 (현 점장) | 칸이치·79세 (현 점장) | 칸이치·79세 (현 점장) |               |               | 사치 (향년 76) | 사치 (향년 76) | 사치 (향년 76) | 사치 (향년 76) | 사치 (향년 76) | 사치 (향년 76) |               |               |               |               |           |           |             |             |             |             |             |             |             |             |             |             |  |  |
|  |  |                                 |                                 |                                 |                                 |                                 |                                 |   |   | 칸이치·79세 (현 점장)     | 칸이치·79세 (현 점장) | 칸이치·79세 (현 점장) | 칸이치·79세 (현 점장) | 칸이치·79세 (현 점장) | 칸이치·79세 (현 점장) |               |               | 사치 (향년 76) | 사치 (향년 76) | 사치 (향년 76) | 사치 (향년 76) | 사치 (향년 76) | 사치 (향년 76) |               |               |               |               |           |           |             |             |             |             |             |             |             |             |             |             |  |  |
|  |  |                                 |                                 |                                 |                                 |                                 |                                 |   |   |                           |                       |                       |                       |                       |                       |               |               |                |                |                |                |                |                |               |               |               |               |           |           |             |             |             |             |             |             |             |             |             |             |  |  |
|  |  |                                 |                                 |                                 |                                 | ?                               | ?                               | ? | ? | ?                         | ?                     |                       |                       | 가나토 (60세)         | 가나토 (60세)         | 가나토 (60세) | 가나토 (60세) | 가나토 (60세)  | 가나토 (60세)  |                |                | 아키미 (고인)  | 아키미 (고인)  | 아키미 (고인) | 아키미 (고인) | 아키미 (고인) | 아키미 (고인) |           |           |             |             |             |             |             |             |             |             |             |             |  |  |
|  |  |                                 |                                 |                                 |                                 | ?                               | ?                               | ? | ? | ?                         | ?                     |                       |                       | 가나토 (60세)         | 가나토 (60세)         | 가나토 (60세) | 가나토 (60세) | 가나토 (60세)  | 가나토 (60세)  |                |                | 아키미 (고인)  | 아키미 (고인)  | 아키미 (고인) | 아키미 (고인) | 아키미 (고인) | 아키미 (고인) |           |           |             |             |             |             |             |             |             |             |             |             |  |  |
|  |  |                                 |                                 |                                 |                                 |                                 |                                 |   |   |                           |                       |                       |                       |                       |                       |               |               |                |                |                |                |                |                |               |               |               |               |           |           |             |             |             |             |             |             |             |             |             |             |  |  |
|  |  |                                 |                                 |                                 |                                 |                                 |                                 |   |   |                           |                       |                       |                       |                       |                       |               |               |                |                |                |                |                |                |               |               |               |               |           |           |             |             |             |             |             |             |             |             |             |             |  |  |
|  |  | 마키하라 미스즈 (마키노 스즈미) | 마키하라 미스즈 (마키노 스즈미) | 마키하라 미스즈 (마키노 스즈미) | 마키하라 미스즈 (마키노 스즈미) | 마키하라 미스즈 (마키노 스즈미) | 마키하라 미스즈 (마키노 스즈미) |   |   | 아오 (26세)               | 아오 (26세)           | 아오 (26세)           | 아오 (26세)           | 아오 (26세)           | 아오 (26세)           |               |               | 아이코 (35세)  | 아이코 (35세)  | 아이코 (35세)  | 아이코 (35세)  | 아이코 (35세)  | 아이코 (35세)  |               |               | 콘 (34세)     | 콘 (34세)     | 콘 (34세) | 콘 (34세) | 콘 (34세)   | 콘 (34세)   |             |             | 아미 (34세) | 아미 (34세) | 아미 (34세) | 아미 (34세) | 아미 (34세) | 아미 (34세) |  |  |
|  |  | 마키하라 미스즈 (마키노 스즈미) | 마키하라 미스즈 (마키노 스즈미) | 마키하라 미스즈 (마키노 스즈미) | 마키하라 미스즈 (마키노 스즈미) | 마키하라 미스즈 (마키노 스즈미) | 마키하라 미스즈 (마키노 스즈미) |   |   | 아오 (26세)               | 아오 (26세)           | 아오 (26세)           | 아오 (26세)           | 아오 (26세)           | 아오 (26세)           |               |               | 아이코 (35세)  | 아이코 (35세)  | 아이코 (35세)  | 아이코 (35세)  | 아이코 (35세)  | 아이코 (35세)  |               |               | 콘 (34세)     | 콘 (34세)     | 콘 (34세) | 콘 (34세) | 콘 (34세)   | 콘 (34세)   |             |             | 아미 (34세) | 아미 (34세) | 아미 (34세) | 아미 (34세) | 아미 (34세) | 아미 (34세) |  |  |
|  |  |                                 |                                 |                                 |                                 |                                 |                                 |   |   |                           |                       |                       |                       |                       |                       |               |               |                |                |                |                |                |                |               |               |               |               |           |           |             |             |             |             |             |             |             |             |             |             |  |  |
|  |  |                                 |                                 |                                 |                                 |                                 |                                 |   |   |                           |                       |                       |                       |                       |                       |               |               | 카요 (12세)    | 카요 (12세)    | 카요 (12세)    | 카요 (12세)    | 카요 (12세)    | 카요 (12세)    |               |               |               |               |           |           | 켄토 (10세) | 켄토 (10세) | 켄토 (10세) | 켄토 (10세) | 켄토 (10세) | 켄토 (10세) |             |             |             |             |  |  |

|  |  |  |  |                 |                 |                 |                 | 홋타 타츠키치 (초대 점장) |                   |                   |                   |                   |                   |  |  |                      |                      |                      |                      |                      |                      |        |        |                |                |                |                |                |                |               |               |               |               |               |               |      |      |      |      |  |  |      |      |      |      |      |      |  |  |                   |                   |                   |                   |                   |                   |  |  |        |        |        |        |        |        |  |  |             |             |             |             |             |             |  |  |
|  |  |  |  |                 |                 |                 |                 |                           |                   |                   |                   |                   |                   |  |  |                      |                      |                      |                      |                      |                      |        |        |                |                |                |                |                |                |               |               |               |               |               |               |      |      |      |      |  |  |      |      |      |      |      |      |  |  |                   |                   |                   |                   |                   |                   |  |  |        |        |        |        |        |        |  |  |             |             |             |             |             |             |  |  |
|  |  |  |  |                 |                 |                 |                 | 소헤이 (2대 점장)         | 소헤이 (2대 점장) | 소헤이 (2대 점장) | 소헤이 (2대 점장) | 소헤이 (2대 점장) | 소헤이 (2대 점장) |  |  | 미네                 | 미네                 | 미네                 | 미네                 | 미네                 | 미네                 |        |        |                |                |                |                |                |                |               |               |               |               |               |               |      |      |      |      |  |  |      |      |      |      |      |      |  |  |                   |                   |                   |                   |                   |                   |  |  |        |        |        |        |        |        |  |  |             |             |             |             |             |             |  |  |
|  |  |  |  |                 |                 |                 |                 | 소헤이 (2대 점장)         | 소헤이 (2대 점장) | 소헤이 (2대 점장) | 소헤이 (2대 점장) | 소헤이 (2대 점장) | 소헤이 (2대 점장) |  |  | 미네                 | 미네                 | 미네                 | 미네                 | 미네                 | 미네                 |        |        |                |                |                |                |                |                |               |               |               |               |               |               |      |      |      |      |  |  |      |      |      |      |      |      |  |  |                   |                   |                   |                   |                   |                   |  |  |        |        |        |        |        |        |  |  |             |             |             |             |             |             |  |  |
|  |  |  |  |                 |                 |                 |                 |                           |                   |                   |                   |                   |                   |  |  |                      |                      |                      |                      |                      |                      |        |        |                |                |                |                |                |                |               |               |               |               |               |               |      |      |      |      |  |  |      |      |      |      |      |      |  |  |                   |                   |                   |                   |                   |                   |  |  |        |        |        |        |        |        |  |  |             |             |             |             |             |             |  |  |
|  |  |  |  |                 |                 |                 |                 |                           |                   |                   |                   |                   |                   |  |  |                      |                      |                      |                      |                      |                      |        |        |                |                |                |                |                |                |               |               |               |               |               |               |      |      |      |      |  |  |      |      |      |      |      |      |  |  |                   |                   |                   |                   |                   |                   |  |  |        |        |        |        |        |        |  |  |             |             |             |             |             |             |  |  |
|  |  |  |  |                 |                 |                 |                 | 요시코                    | 요시코            | 요시코            | 요시코            | 요시코            | 요시코            |  |  | 칸이치 (현 점장)     | 칸이치 (현 점장)     | 칸이치 (현 점장)     | 칸이치 (현 점장)     | 칸이치 (현 점장)     | 칸이치 (현 점장)     |        |        | 사치 (향년 76) | 사치 (향년 76) | 사치 (향년 76) | 사치 (향년 76) | 사치 (향년 76) | 사치 (향년 76) |               |               |               |               |               |               |      |      |      |      |  |  |      |      |      |      |      |      |  |  |                   |                   |                   |                   |                   |                   |  |  |        |        |        |        |        |        |  |  |             |             |             |             |             |             |  |  |
|  |  |  |  |                 |                 |                 |                 | 요시코                    | 요시코            | 요시코            | 요시코            | 요시코            | 요시코            |  |  | 칸이치 (현 점장)     | 칸이치 (현 점장)     | 칸이치 (현 점장)     | 칸이치 (현 점장)     | 칸이치 (현 점장)     | 칸이치 (현 점장)     |        |        | 사치 (향년 76) | 사치 (향년 76) | 사치 (향년 76) | 사치 (향년 76) | 사치 (향년 76) | 사치 (향년 76) |               |               |               |               |               |               |      |      |      |      |  |  |      |      |      |      |      |      |  |  |                   |                   |                   |                   |                   |                   |  |  |        |        |        |        |        |        |  |  |             |             |             |             |             |             |  |  |
|  |  |  |  |                 |                 |                 |                 |                           |                   |                   |                   |                   |                   |  |  |                      |                      |                      |                      |                      |                      |        |        |                |                |                |                |                |                |               |               |               |               |               |               |      |      |      |      |  |  |      |      |      |      |      |      |  |  |                   |                   |                   |                   |                   |                   |  |  |        |        |        |        |        |        |  |  |             |             |             |             |             |             |  |  |
|  |  |  |  | 이케자와 유리에 | 이케자와 유리에 | 이케자와 유리에 | 이케자와 유리에 | 이케자와 유리에           | 이케자와 유리에   |                   |                   |                   |                   |  |  |                      |                      |                      |                      | 가나토               | 가나토               | 가나토 | 가나토 | 가나토         | 가나토         |                |                |                |                | 아키미 (고인) | 아키미 (고인) | 아키미 (고인) | 아키미 (고인) | 아키미 (고인) | 아키미 (고인) |      |      |      |      |  |  |      |      |      |      |      |      |  |  | 와키사카 카즈후미 | 와키사카 카즈후미 | 와키사카 카즈후미 | 와키사카 카즈후미 | 와키사카 카즈후미 | 와키사카 카즈후미 |  |  | 카요코 | 카요코 | 카요코 | 카요코 | 카요코 | 카요코 |  |  |             |             |             |             |             |             |  |  |
|  |  |  |  | 이케자와 유리에 | 이케자와 유리에 | 이케자와 유리에 | 이케자와 유리에 | 이케자와 유리에           | 이케자와 유리에   |                   |                   |                   |                   |  |  |                      |                      |                      |                      | 가나토               | 가나토               | 가나토 | 가나토 | 가나토         | 가나토         |                |                |                |                | 아키미 (고인) | 아키미 (고인) | 아키미 (고인) | 아키미 (고인) | 아키미 (고인) | 아키미 (고인) |      |      |      |      |  |  |      |      |      |      |      |      |  |  | 와키사카 카즈후미 | 와키사카 카즈후미 | 와키사카 카즈후미 | 와키사카 카즈후미 | 와키사카 카즈후미 | 와키사카 카즈후미 |  |  | 카요코 | 카요코 | 카요코 | 카요코 | 카요코 | 카요코 |  |  |             |             |             |             |             |             |  |  |
|  |  |  |  |                 |                 |                 |                 |                           |                   |                   |                   |                   |                   |  |  |                      |                      |                      |                      |                      |                      |        |        |                |                |                |                |                |                |               |               |               |               |               |               |      |      |      |      |  |  |      |      |      |      |      |      |  |  |                   |                   |                   |                   |                   |                   |  |  |        |        |        |        |        |        |  |  |             |             |             |             |             |             |  |  |
|  |  |  |  |                 |                 |                 |                 |                           |                   |                   |                   |                   |                   |  |  |                      |                      |                      |                      |                      |                      |        |        |                |                |                |                |                |                |               |               |               |               |               |               |      |      |      |      |  |  |      |      |      |      |      |      |  |  |                   |                   |                   |                   |                   |                   |  |  |        |        |        |        |        |        |  |  |             |             |             |             |             |             |  |  |
|  |  |  |  |                 |                 |                 |                 |                           |                   |                   |                   |                   |                   |  |  | 마키노 하루오 (고인) | 마키노 하루오 (고인) | 마키노 하루오 (고인) | 마키노 하루오 (고인) | 마키노 하루오 (고인) | 마키노 하루오 (고인) |        |        |                |                | 아이코         | 아이코         | 아이코         | 아이코         | 아이코        | 아이코        |               |               | 머독          | 머독          | 머독 | 머독 | 머독 | 머독 |  |  | 콘   | 콘   | 콘   | 콘   | 콘   | 콘   |  |  | 아미              | 아미              | 아미              | 아미              | 아미              | 아미              |  |  | 슈헤이 | 슈헤이 | 슈헤이 | 슈헤이 | 슈헤이 | 슈헤이 |  |  | 미사코 카나 | 미사코 카나 | 미사코 카나 | 미사코 카나 | 미사코 카나 | 미사코 카나 |  |  |
|  |  |  |  |                 |                 |                 |                 |                           |                   |                   |                   |                   |                   |  |  | 마키노 하루오 (고인) | 마키노 하루오 (고인) | 마키노 하루오 (고인) | 마키노 하루오 (고인) | 마키노 하루오 (고인) | 마키노 하루오 (고인) |        |        |                |                | 아이코         | 아이코         | 아이코         | 아이코         | 아이코        | 아이코        |               |               | 머독          | 머독          | 머독 | 머독 | 머독 | 머독 |  |  | 콘   | 콘   | 콘   | 콘   | 콘   | 콘   |  |  | 아미              | 아미              | 아미              | 아미              | 아미              | 아미              |  |  | 슈헤이 | 슈헤이 | 슈헤이 | 슈헤이 | 슈헤이 | 슈헤이 |  |  | 미사코 카나 | 미사코 카나 | 미사코 카나 | 미사코 카나 | 미사코 카나 | 미사코 카나 |  |  |
|  |  |  |  |                 |                 |                 |                 |                           |                   |                   |                   |                   |                   |  |  |                      |                      |                      |                      |                      |                      |        |        |                |                |                |                |                |                |               |               |               |               |               |               |      |      |      |      |  |  |      |      |      |      |      |      |  |  |                   |                   |                   |                   |                   |                   |  |  |        |        |        |        |        |        |  |  |             |             |             |             |             |             |  |  |
|  |  |  |  |                 |                 |                 |                 |                           |                   |                   |                   |                   |                   |  |  |                      |                      |                      |                      |                      |                      |        |        |                |                |                |                |                |                |               |               |               |               |               |               |      |      |      |      |  |  |      |      |      |      |      |      |  |  |                   |                   |                   |                   |                   |                   |  |  |        |        |        |        |        |        |  |  |             |             |             |             |             |             |  |  |
|  |  |  |  |                 |                 |                 |                 | 아오                      | 아오              | 아오              | 아오              | 아오              | 아오              |  |  | 스즈미               | 스즈미               | 스즈미               | 스즈미               | 스즈미               | 스즈미               |        |        | 카요           | 카요           | 카요           | 카요           | 카요           | 카요           |               |               |               |               |               |               |      |      |      |      |  |  | 켄토 | 켄토 | 켄토 | 켄토 | 켄토 | 켄토 |  |  | 칸나              | 칸나              | 칸나              | 칸나              | 칸나              | 칸나              |  |  |        |        |        |        |        |        |  |  |             |             |             |             |             |             |  |  |
|  |  |  |  |                 |                 |                 |                 | 아오                      | 아오              | 아오              | 아오              | 아오              | 아오              |  |  | 스즈미               | 스즈미               | 스즈미               | 스즈미               | 스즈미               | 스즈미               |        |        | 카요           | 카요           | 카요           | 카요           | 카요           | 카요           |               |               |               |               |               |               |      |      |      |      |  |  | 켄토 | 켄토 | 켄토 | 켄토 | 켄토 | 켄토 |  |  | 칸나              | 칸나              | 칸나              | 칸나              | 칸나              | 칸나              |  |  |        |        |        |        |        |        |  |  |             |             |             |             |             |             |  |  |
|  |  |  |  |                 |                 |                 |                 |                           |                   |                   |                   |                   |                   |  |  |                      |                      |                      |                      |                      |                      |        |        |                |                |                |                |                |                |               |               |               |               |               |               |      |      |      |      |  |  |      |      |      |      |      |      |  |  |                   |                   |                   |                   |                   |                   |  |  |        |        |        |        |        |        |  |  |             |             |             |             |             |             |  |  |
|  |  |  |  |                 |                 |                 |                 |                           |                   |                   |                   | 스즈카            |                   |  |  |                      |                      |                      |                      |                      |                      |        |        |                |                |                |                |                |                |               |               |               |               |               |               |      |      |      |      |  |  |      |      |      |      |      |      |  |  |                   |                   |                   |                   |                   |                   |  |  |        |        |        |        |        |        |  |  |             |             |             |             |             |             |  |  |

홋타 칸이치
〈도쿄 밴드왜건〉의 3대째 점장. 79세. 반백의 머리. 완고하고 편굴함. 병원을 싫어함.
홋타 사치
본작의 이야기꾼. 칸이치의 아내.
홋타 가나토
칸이치의 외아들. 60세. 금발의 장발.
홋타 아키미
가나토의 아내. 고인.
홋타 아이코
가나토의 장녀. 35세. 1972년 출생. 화가. 싱글 마더. 의젓한 성격의 미인.
홋타 카요
아이코의 외동딸. 초등학교 6학년으로 12세.
홋타 콘
가나토의 장남. 34세. 전 대학 강사.
홋타 아미
콘의 아내. 34세. 전 국제선 스튜어디스. 재색 겸비.
홋타 켄토
콘과 아미의 아들. 초등학교 4학년으로 10세.
홋타 칸나
콘과 아미의 딸. 사촌인 스즈카와 같은 날인 10월 18일에 태어났다.
홋타 아오
가나토의 애인의 아이. 26세. 홋타가(家)의 차남으로서 함께 살아왔다. 여행사 직원.
홋타 스즈미
구(旧)성:마키노.
홋타 스즈카
아오와 스즈미의 첫째 아이. 사촌인 칸나와 같은 날에 태어났다.
타마사부로 / 노라 / 포코 / 벤자민
홋타가(家)의 고양이들.
아키 / 사치
〈개와 쥐와 브로치와〉에서 가나토가 주워 온 개.

### 홋타가(家)의 친인척
머독 몽고메리
홋타가(家)의 근처에 아틀리에를 갖춘 예술가. 36세.
와키사카 카즈후미
아미의 부친.
와키사카 슈헤이
아미와 나이 차가 많이 나는 남동생. 20세.
와키사카 카요코
아미의 모친.
요시코 캔버라
칸이치의 여동생.

### 홋타가(家)와 깊게 관련된 인물
후지시마 나오야
28세. 롯폰기 힐스에 회사를 지은 IT 기업 〈S&E〉의 사장.
마키노 하루오
카요의 부친.
이케자와 유리에
일본을 대표하는 여배우. 기혼자.
오오야마 카즈미
공습으로 가족을 잃어, 종전 해에 소헤이에게 맡겨져, 9세 무렵부터 1958년까지, 홋타가(家)에서 생활을 함께 했다.

### 홋타가(家)에게 구원받은 사람들
코우 마나미
구(旧)성:치바.
켄
근처 맨션의 관리인. 전 홈리스.
마스타니 유타
대학원생.
아이자와 레이나
유타의 여동생. 부모님의 이혼 후, 우등생으로서 어머니와 가계를 유지하고 있던 오빠와는 대조적으로 험악해져, 고교 졸업 후에 어머니와 싸워 집을 나가버렸다. 19세에 한 아이의 어머니가 된다.
아이자와 나츠키
레이나의 연인(후에 남편).
코우 유키미츠
통칭·코우 상.

### 그 외
유엔
칸이치의 소꿉 친구.
코엔
유엔의 아들.
카야노
정년이 임박한 형사(도범계). 고서를 좋아해, 10년 이상 〈도쿄 밴드왜건〉에 다닌 단골손님.
스기타
두부 장수. 3대째.
나가사카 안리
후지시마의 미인 비서. 후지시마를 좋아한다.
시노하라 신이치로
가나토의 후배. 소꿉 친구이기도 하다. 건설 회사의 사장.
히라모토 메리
켄토의 동급생. 통칭·메리. 켄토를 좋아한다. 모친은 옛날에 가나토의 팬 클럽 회장이었다.
미사코 카나
〈오리하라 미세〉란 이름으로 활약하는 여배우.

## 텔레비전 드라마
《도쿄 밴드왜건~도시 대가족 이야기》(일본어: 東京バンドワゴン〜下町大家族物語 )는 2013년 10월 12일부터 12월 14일까지 닛폰 TV의 〈토요 드라마〉 범위(토요일 21:00 ~ 21:54, JST)에서 방송된 일본의 텔레비전 드라마이다. 주연은 카메나시 카즈야. 캐치프레이즈는, 〈다녀왔습니다, 어서 와, LOVE네.〉.

### 캐스트

#### 주요 인물
홋타 아오 - 카메나시 카즈야 (KAT-TUN)
홋타가(家) 차남. 프리 여행사 직원.
마키노 스즈미→홋타 스즈미 - 타베 미카코
아오의 아내. 스미다가와 여자 대학생. 1991년 6월 25일 출생.
홋타 가나토 - 타마키 코지
아이코·콘·아오의 아버지. 록 뮤지션.

#### 홋타가(家)
홋타 칸이치 - 히라이즈미 세이
할아버지. 가나토의 아버지. 고서점 〈도쿄 밴드왜건〉의 3대째 점주.
홋타 사치 - 카가 마리코
할머니. 가나토의 어머니. 2년 전에 타계.
홋타 아이코 - 미무라
장녀. 싱글 마더. 화가.
홋타 카요 - 오자와 루나
아이코의 딸.
홋타 콘 - 카네코 노부아키
장남. 프리 라이터.
홋타 아미 - 타이라 아이리
콘의 아내. 전 국제선 캐빈 어텐던트. 현재는 카페 〈아상〉을 경영.
홋타 켄토 - 키미노 유마
콘·아미의 아들.
타마사부로/벤자민
고양이.

#### 동네 사람들
후지시마 나오야 - 이노하라 요시히코 (우정 출연)
〈S and E information technology〉의 사장.
머독 - 조나상 셰어

켄 짱 - 미츠이시 켄
가나토의 팬. 제1맨션 관리인.
마나미 - 카타기리 하이리
간단 요리 선술집 〈하루〉의 여주인.
유엔 - 벤가루
칸이치의 소꿉 친구.

#### 게스트

##### 제1화
오오마치 노리코 - 니시야마 마유코 (제8 ~ 9화)
켄의 딸.
오오마치 이사오 - 히라누마 노리히사 (제8 ~ 9화)
노리코의 남편.
오오마치 나미코 - 이노우에 린나 (제6·8 ~ 10화)
이사오·노리코의 딸. 제1맨션 403호실에 사는 초등학교 1학년.
LOVE TIMER - 안전지대 (제4화)
가나토가 결성한 밴드.

##### 제2화
마스타니 유타 - 나카지마 유토 (Hey! Say! JUMP/제8화)

마스타니 레이나 - 코지마 후지코 (제8화)
유타의 여동생.
아이자와 나츠키 - 오치아이 모토키 (제7 ~ 8화)
레이나의 남자친구.
사요 - 야마시타 사와 (제8화)
나츠키·레이나의 딸.
이토 - 마츠자와 카즈유키
고물상 점주.
마키노 하루오 - 마스 타케시 (제4·7화)
스즈미의 아버지.

##### 제3화
와키사카 카즈후미 - 사토이 켄타 (제8화)
아미의 아버지.
와키사카 슈헤이 - 카토오노 타이코 (제8화)
아미의 남동생.
카야노 - 야마다 메이쿄 (제4 ~ 5·8·10화)
헌책방 단골손님으로, 형사.

##### 제4화
나가사카 안리 - 이리야마 노리코 (제5·8화)
후지시마의 비서.

##### 제5화
우에모토 키미코 - 니시 케이코
우에모토 전기 사장.
후지시마 마리 (몰17) - 호시나 미즈키 (사진)
후지시마의 누나.

##### 제6화
시게마츠 유타로 - 사사이 에이스케 (제10화)

아소 - 타나카 코타로

미사코 키에 - 치순 (고교 시절 (사진):스즈키 카스미)

미사코 카나 - 스즈키 카스미

코우 유키미츠 - 타나카 요지 (제7 ~ 10화)

##### 제7 ~ 8화
이케자와 유리에 - 다이치 마오
아오를 낳은 어머니. 대 여배우.
마키노 사토코 - 야마시타 요리에
간호사.
키지마 신이치 - 호리베 케이스케
주간 톱 기자.
아사바네 - 츠츠이 마리코
이케자와가 소속하는 예능 사무소의 사장.
코엔 - 사카모토 마코토
현 신주.

##### 제9화
히사모토 - 야마자키 하지메

### 스태프
- 원작 - 쇼지 유키야
- 각본 - 오오모리 미카
- 음악 - 카네코 타카히로
- 치프 프로듀서 - 이토 히비키
- 프로듀서 - 이케다 켄지, 하라후지 카즈테루 (제이 스톰), 아키모토 타카유키
- 연출 - 카리야마 슌스케, 스가와라 신타로, 니시오카 켄타로
- 제작 협력 - 오피스 크레셴도
- 제작 저작 - 닛폰 TV

### 악곡
- 메인 테마 - 홋타가BAND 〈안녕☆고마워〉 (제이 스톰)
- 엔딩 테마 - 타마키 코지 〈서치라이트〉 (SALTMODERATE)

### 방송 일자
| 각 화                                                      | 방송일           | 부제                                                                   | 원작 작품                                               | 연출            | 시청률 |
| ---------------------------------------------------------- | ---------------- | ---------------------------------------------------------------------- | ------------------------------------------------------- | --------------- | ------ |
| 제1화                                                      | 2013년 10월 12일 | 도시 대가족 이야기!~ 4세대의 힘! 사랑의 노랫소리로 기적을!             | 백과사전은 왜 사라졌나                                  | 카리야마 슌스케 | 8.8%   |
| 제2화                                                      | 2013년 10월 19일 | 도시 대가족 이야기!~ 아기를 두고 가버린 사건!! 아버지는 누구?          | 백과사전은 아기와 함께                                  | 카리야마 슌스케 | 8.2%   |
| 제3화                                                      | 2013년 10월 26일 | 도시 대가족 이야기!~ 절연한 부모와 자식이 눈물의 재회! 아버지의 도게자 | 신부는 어째서 우는 건가                                 | 스가와라 신타로 | 7.8%   |
| 제4화                                                      | 2013년 11월 2일  | 도시 대가족 이야기!~ 폭로된 수수께끼의 신부의 정체!! 눈물의 고백       | 신부는 어째서 우는 건가                                 | 스가와라 신타로 | 6.3%   |
| 제5화                                                      | 2013년 11월 9일  | 도시 대가족 이야기!~ 인간은 사람을 죽여서는 안 된다!!                  | 사랑의 사태도 신에게 빌어 가호를 바람                   | 카리야마 슌스케 | 6.2%   |
| 제6화                                                      | 2013년 11월 16일 | 도시 대가족 이야기!~ 갑작스런 프러포즈! 계속 함께!                     | あなたのおなまえなんてぇの 研人とメリーちゃんの羊が笑う | 스가와라 신타로 | 6.8%   |
| 제7화                                                      | 2013년 11월 23일 | 도시 대가족 이야기!~ 어머니는 대 여배우!? 결혼은 대 핀치!?             | 사랑이야 말로 모든 것                                   | 스가와라 신타로 | 6.1%   |
| 제8화                                                      | 2013년 11월 30일 | 운명의 결혼식!! 사생아와 버린 어머니의 눈물…                           | 사랑이야 말로 모든 것 스탠드 바이 미                    | 카리야마 슌스케 | 6.3%   |
| 제9화                                                      | 2013년 12월 7일  | 도시 대가족 이야기!~ 가족에게 보내는 최후의 크리스마스 송              | 冬に稲妻遠からじ 研人とメリーちゃんの羊が笑う           | 니시오카 켄타로 | 7.3%   |
| 제10화                                                     | 2013년 12월 14일 | 웃어! 눈물에 안녕! 고마워!!                                            |                                                         | 카리야마 슌스케 | 6.5%   |
| 평균 시청률 7.1% (시청률은 간토 지구·비디오 리서치사 조사) |                  |                                                                        |                                                         |                 |        |

- 첫회는 30분 확대 (21:00 ~ 22:24).
- 제9화는 30분 지연 (21:30 ~ 22:24).

| 닛폰 TV 토요 드라마                 | 닛폰 TV 토요 드라마                                        | 닛폰 TV 토요 드라마                    |
| 이전 작품                           | 작품명                                                     | 다음 작품                              |
| ----------------------------------- | ---------------------------------------------------------- | -------------------------------------- |
| 사이토 씨 2 (2013.7.13 ~ 2013.9.21) | 도쿄 밴드왜건~도시 대가족 이야기 (2013.10.12 ~ 2013.12.14) | 전력 외 수사관 (2014.1.11 ~ 2014.3.15) |